# Iron Reagan
Iron Reagan est un groupe américain de crossover thrash, originaire de Richmond, en Virginie. Il est composé du chanteur Tony Foresta (Municipal Waste), du bassiste Phil « LandPhil » Hall (Cannabis Corpse et Municipal Waste), du guitariste Mark Bronzino (ex-A.N.S.), du batteur Ryan Parrish (ex-Darkest Hour), et du bassiste Rob Skotis (Hellbear). Depuis leur formation en 2012, ils comptent trois albums studio, deux EP et trois split EP. Leur album de 2014, The Tyranny of Will, a atteint la 22e place du Billboard Heatseekers Albums.

## Histoire

### Débuts
Iron Reagan est formé en 2012 et se compose à l'origine des membres Tony Foresta (Municipal Waste), Paul Burnette (anciennement de Darkest Hour), Phil Hall (de Cannabis Corpse et Municipal Waste), Mark Bronzino anciennement (de A.N.S.), et Ryan Parrish également (anciennement de Darkest Hour). Le nom du groupe est un jeu de mots sur le groupe de heavy metal Iron Maiden et sur le 40e président des États-Unis, Ronald Reagan. Cette même année, le groupe sort sa première démo, Demo 2012, chez Tankcrimes Records, avec les titres Pay Check, Eat Shit and Live, Artificial Saints, Running Out of Time et Walking Out. Les deux premiers titres ont été repris dans leur premier album studio.
Le 20 mars 2013, le groupe sort son premier album studio Worse than Dead sur le label A389 Recordings. Il est produit par le guitariste Phil Hall. L'album reçoit une note de 5 sur 10 de la part d'Exclaim!, qui déclare en ses mots : « Ils sont pratiquement impossibles à distinguer du groupe principal de leur chanteur et guitariste. Iron Reagan est complété par d'anciens membres de Darkest Hour, mais leur influence est loin d'être aussi importante que le crossover thrash de Municipal Waste ». Le bassiste Paul Burnette quitte le groupe et est remplacé par Mark Bronzino, qui passe ensuite à la guitare et est remplacé par Rob Skotis de Hellbear. Le 7 janvier 2014, Iron Reagan et le groupe de death metal Exhumed sortent un split EP intitulé Exhumed/Iron Reagan sur Tankcrimes. La première face du disque contient quatre titres d'Exhumed, tandis que la deuxième face contient quatre titres d'Iron Reagan. Le groupe sort aussi indépendamment son premier EP, Spoiled Identity EP, le 1er avril 2014, en téléchargement gratuit en ligne. L'EP comprend 13 titres et dure moins de cinq minutes. Une réédition en édition limitée sur vinyle en 2015 incluait deux titres bonus.
Iron Reagan signe chez Relapse Records,, et sort son deuxième album studio, The Tyranny of Will le 16 septembre 2014. The Tyranny of Will reçoit généralement de meilleures critiques que leur précédent album studio,,. Comme cet album, celui-ci est également produit par Phil Hall.

### Crossover Ministry
En 2015, Iron Reagan sort un autre split EP, cette fois avec Toxic Shock sur Reflections Records. La première face du disque comprend trois titres d'Iron Reagan et la seconde trois titres de Toxic Shock.
Le groupe commence l'enregistrement de son troisième album studio, Crossover Ministry, à l'été 2016. L'album est annoncé par Relapse et sort le 3 février 2017. Il reçoit des critiques positives à sa sortie. Exclaim! attribuant à l'album une note de 8 sur 10, déclarant dans sa critique : « Dans l'ensemble, Crossover Ministry est un album de crossover thrash bien fait qui est sûr d'être un succès pour les fans du genre, et pourrait être l'argument de vente pour les gens qui commencent à s'y intéresser ». Comme pour les sorties précédentes, Phil Hall a produit l'album.
En 2018, ils sortent un split avec Gatecreeper qui atteint la 7e des Billboard Heatseeker Albums. Le 14 janvier 2020, le groupe annonce sa séparation de son bassiste Rob Skotis à la suite d'accusations d'agression sexuelle.

## Discographie
- 2012 : Demo 2012 (démo, Tankcrimes Records)
- 2013 : Worse than Dead (album, A389 Recordings)
- 2014 : Exhumed / Iron Reagan (split avec Exhumed, Tankcrimes Records)
- 2014 : Spoiled Identity (EP)
- 2014 : The Tyranny of Will (album, Relapse Records ; 22e des Billboard Heatseeker Albums[12])
- 2017 : Crossover Ministry (album, Relapse Records ; 4e des Billboard Heatseeker Albums[12])
- 2018 : Split avec Gatecreeper (Relapsed ; 7e des Billboard Heatseeker Albums[12])
- 2019 : Don't Do It Donnie / They Scream (split avec Sacred Reich)